# Piotr Wieczorek (artysta)
Piotr Wieczorek (ur. 22 lutego 1936 w Grabowie nad Pilicą) – polski artysta malarz, plastyk, scenograf, historyk sztuki, działacz związku plastyków. Twórczość w dziedzinie ceramiki artystycznej.

## Życiorys
Absolwent historii sztuki na Uniwersytecie Poznańskim, dyplom w 1958 oraz malarstwa w pracowni prof. Marii Dawskiej w Państwowej Wyższej Szkole Sztuk Plastycznych we Wrocławiu, dyplom w 1963.
Scenograf Teatru Kalambur we Wrocławiu, gdzie w latach 1958–1978 wykonał kilkadziesiąt realizacji, założyciel Galerii Kalambur we Wrocławiu (1962–1970), inicjator grupy twórczej Grupa z Kuźniczej (1966), współzałożyciel Galerii Panien Trzebnickich w Domku Romańskim (1966).
Realizator scenografii ulicznych, scenograf Centrum Sztuki IMPART, autor scenografii w teatrach wrocławskich, a także spektakli Kabaretu Dreptak Andrzeja Waligórskiego, spektakli do tekstów Agnieszki Osieckiej. Praca z inscenizatorami m.in. Bogusławem Litwińcem, Magdą Umer, Romanem Wilhelmim, Witoldem Pyrkoszem, Kazimierzem Braunem.
W 1962 autor pierwszego happeningu wrocławskiego w Klubie Studenckim Pałacyk.
W latach 1964–1974 realizator scenografii ulicznych do Międzynarodowego Studenckiego Festiwalu Teatru Otwartego (do 1973 jako Międzynarodowy Festiwal Festiwali Teatrów Studenckich).
Uprawia ceramikę artystyczną, malarstwo i scenografię.
Interesującym epizodem w dziejach polskiej ceramiki jest twórczość ceramiczna Piotra Wieczorka, która została wyróżniona w 1964 złotym medalem w Faenzy. Były to surrealistyczne w nastroju konterfekty oprawione w stylizowane ramy, mocowane na starych deskach.
Realizuje cykle autorskich „Scenografii do nienapisanych tekstów”.

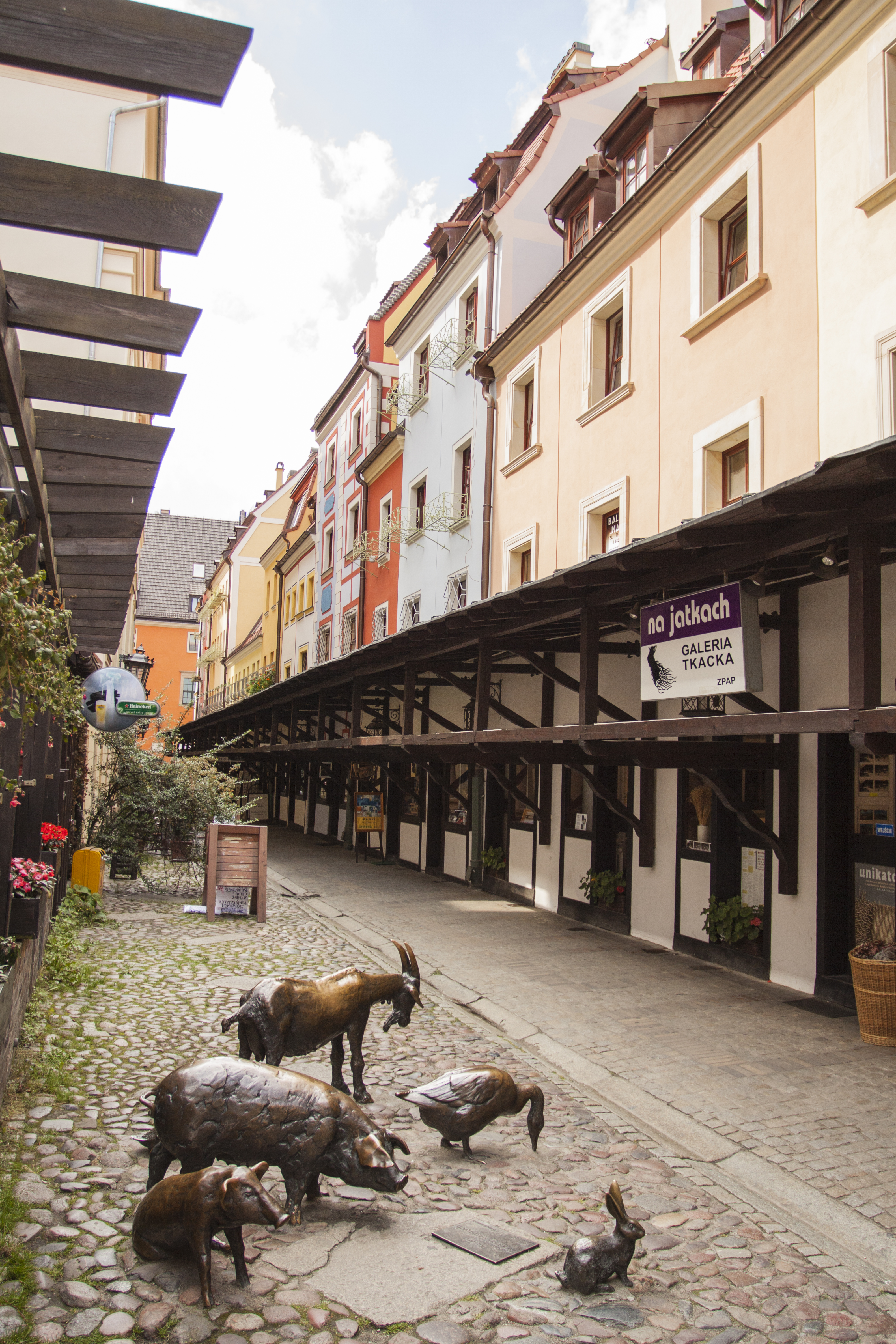
Pomnik „Ku czci Zwierząt Rzeźnych” – grupa rzeźb zwierząt rzeźnych na ulicy Jatki we Wrocławiu.

Pomysłodawca i sprawca realizacji pomnika „Ku czci Zwierząt Rzeźnych” na ulicy Jatki we Wrocławiu w 1997. Dzieło ma upamiętniać rolę, jaką na przestrzeni wieków pełniły jatki. Od 1242 przy ulicy skupiały się zakłady rzeźnicze, od których nadano nazwę całemu kwartałowi miasta Wrocławia.
Od 1964 wystawia w kraju i za granicą. Mieszka we Wrocławiu. Był członkiem i uczestnikiem wypraw jaskiniowych wrocławskiej Sekcji Grotołazów.
Otrzymał liczne nagrody za scenografię teatru Alternatywnego. Jego prace znajdują się w zbiorach muzealnych i prywatnych, m.in. w Muzeum Narodowym we Wrocławiu, w Muzeum Śląskim w Katowicach.
5 kwietnia 2014 w Muzeum Miejskim Arsenał we Wrocławiu odbyła się uroczystość wręczenia Piotrowi Wieczorkowi – prezesowi ZPAP OW Srebrnego Medalu Gloria Artis podczas wystawy artysty Teatr scenografii.

## Filmy
2015 – Wieczorek Piotr – Stos sztuki. Finał Teatru Scenografii

## Nagrody i wyróżnienia
- 2014 – Srebrny Medal Zasłużony Kulturze Gloria Artis[13][14]
- 2009 – Brązowy Medal Zasłużony Kulturze Gloria Artis[15][14]
- 1998 – Nagroda Kulturalna „Solidarności” (przyznawana przez Komitet Kultury Niezależnej)[16]
- 1993 – Złota Odznaka ZPAP[17]
- 1975 – Nagroda Główna za scenografię na Festiwalu Sztuk Dziecięcych, Wałbrzych
- 1974 – I Nagroda za scenografię na Festiwalu Teatrów Studenckich, Łódź
- 1965 – stypendium Ministerstwa Kultury i Sztuki,
- 1964 – Złoty Medal XXII Międzynarodowego Konkursu Ceramiki Artystycznej[18] (XXII Concorso Internazionale della Ceramica d’arte contemporanea – Premio Faenza[19]), Faenza, Włochy

## Działalność związkowa
- Członek Związku Polskich Artystów Plastyków (od 1965)
- wiceprzewodniczący zdelegalizowanego ZPAP we Wrocławiu (1983–1989)
- wiceprezes Zarządu Okręgu ZPAP we Wrocławiu (1981–1992),
- prezes Zarządu Okręgu ZPAP we Wrocławiu (5 kadencji) (od 1992)
- członek Prezydium Zarządu Głównego i Kolegium Prezesów Okręgów ZPAP[3]
- Inicjator wielu działań artystycznych Okręgu Wrocławskiego ZPAP, poczynając od akcji w stanie wojennym do Stulecia Związku
- Walne Zebranie Członków Okręgu Wrocławskiego Związku Polskich Artystów Plastyków w dniu 13.03.2019 r. podjęło uchwałę o nadaniu Piotrowi Wieczorkowi[20] – pełniącemu funkcję prezesa Zarządu Okręgu Wrocławskiego przez 26 lat – tytułu Honorowego Prezesa Okręgu Wrocławskiego[21].